# Bakhtiar Rahmani
Bakhtiar Rahmani (بختیار رحمانی; Sarpol-e Zahab, 23 de setembro de 1991), é um futebolista Iraniano que atua como meio-campo. Atualmente, joga pelo Traktor Sazi.

## Títulos

### Foolad
- Iran Pro League (1): 2013–14